# Јуриш на Капитол Сједињених Америчких Држава 2021.
Дана 6. јануара 2021. године у престоници САД, Вашингтону, неколико хиљада демонстраната, присталица америчког председника, републиканца Доналда Трампа, упутило се ка Капитолу како би протестовали због резултата избора 2020. и спречили званично саопштење Конгреса да је Трампов супарник, демократа Џо Бајден победник истих. Захтевали су и да потпредседник Мајк Пенс поништи одлуку о Бајденовој победи.
Око поднева Трамп се обратио јавности упућујући на нерегуларности избора, а непосредно пред његов завршетак одређена група људи је пробила полицијске барикаде и упала у Капитол сукобљавајући се са полицијом и изазивајући немире и туче. Пет особа је преминуло, а око 140 је повређено.